# Vitögd gråfågel
Vitögd gråfågel (Coracina striata) är en fågel i familjen gråfåglar inom ordningen tättingar. Den förekommer i skogsområden i sydöstra Asien, från södra Thailand till Sumatra och Borneo samt i Filippinerna.

## Utseende och läte
Vitögd gråfågel är en slank men ändå kraftig grå fågel med genomträngande ljusa ögon. Utseendet skiljer sig något geografiskt. I Filippinerna är både hane och hona svartbandade på undersidan och övergumpen, medan i resten av utbredningsområdet är hanen rent tecknad. Lätet är ett gnissligt skri som ofta avges i fallande serier.

## Utbredning och systematik
Vitögd gråfågel är en vida spridd fågel i Sydöstasien. IOC delar in den i tio underarter, varav en utdöd, med följande utbredning:
- Coracina striata sumatrensis – Malackahalvön, ön Tioman öster därom, Sumatra, Mentawaiöarna och Riauöarna utanför Sumatra samt Borneo med närliggande öar
- Coracina striata bungurensis – Anambas- och Natunaöarna i Sydkinesiska havet
- Coracina striata simalurensis – ön Simeulue utanför Sumatra
- Coracina striata babiensis – ön Babi utanför Sumatra
- Coracina striata kannegieteri – ön Nias utanför Sumatra
- Coracina striata enganensis – ön Enggano utanför Sumatra
- Coracina striata vordermani – Kangeanöarna i Javasjön
- Coracina striata striata – Luzon, Polillo och Lubang i norra Filippinerna
- Coracina striata cebuensis – Cebu i Filippinerna, utdöd
- Coracina striata difficilis – Palawan, Busuanga och Balabac i södra Filippinerna

Tidigare inkluderades även visayagråfågeln, boholgråfågeln, sulugråfågeln och sulugråfågeln i arten, men dessa urskiljs sedan 2024 som egna arter.

## Levnadssätt
Vitögd gråfågel hittas i skog och skogsbryn i låglänta skogar och förberg. Den födosöker i skogens mellersta och övre skikt, ofta tillsammans med andra fågelarter.

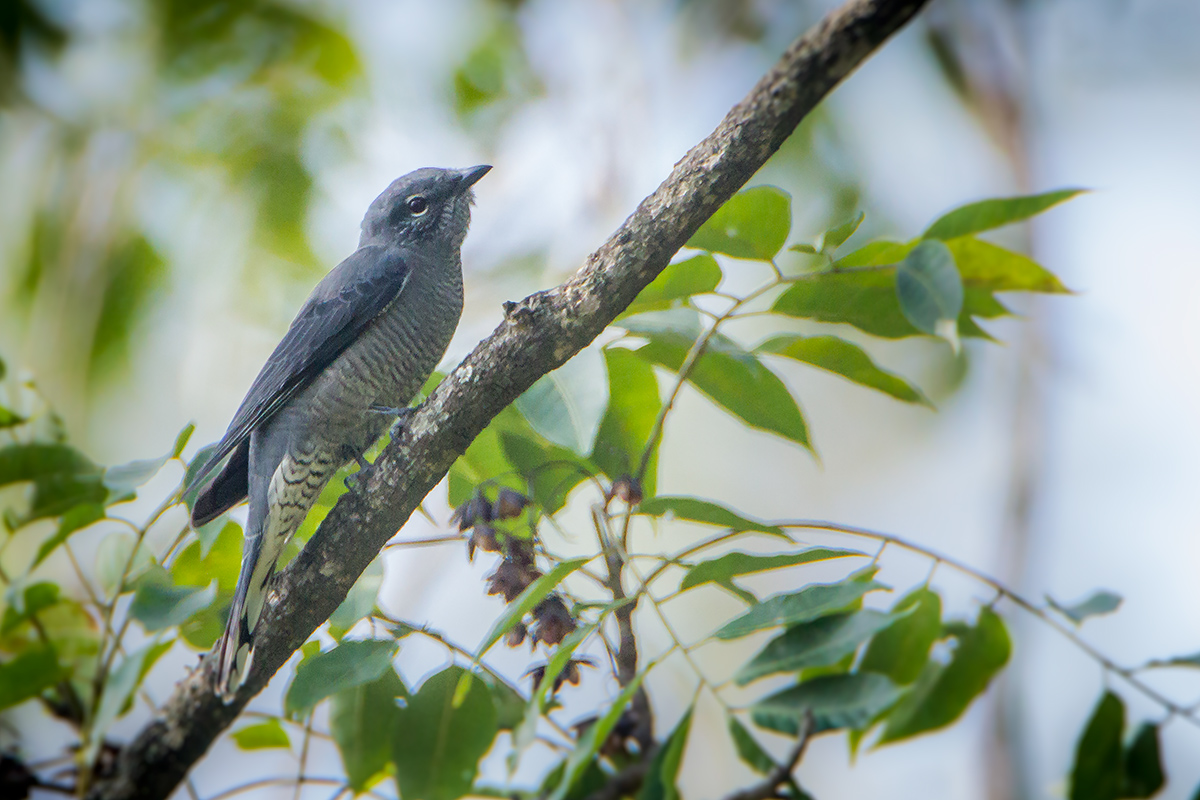

## Status
IUCN kategoriserar arten som livskraftig, men inkluderar både boholgråfågel, sulugråfågel och mindorogråfågel i bedömningen.